# Peltigerales
Peltigerales es un orden taxonómico formado por varias familias de líquenes y perteneciente a la clase de los Lecanoromycetes de la división Ascomycota de distribución mundial. Los líquenes pertenecientes a este orden presentan talos foliosos, fruticulosos o escamosos formados por una única especie de hongo y una (simbiosis bipartita) o más comúnmente dos especies de cianobacteria (simbiosis tripartita). El fotobionte (Nostoc, Scytonema y/o Dichotrix en el caso de simbiosis tripartitas y Coccomyxa, Dictyochloropsis o Myrmecia en las simbiosis tripartitas) se localiza en una capa bajo el córtex superior o incluidos en cefalodios aislados en la superficie.
Su principal característica taxonómica es la morfología de sus estructuras reproductivas sexuales. Presenta apotecios hemiangiocárpicos. En el himenio se localiza un tejido estéril, parafisos no ramificados, y las ascas procuctoras de ascosporas hialinas a pardas y multiseptadas. Las ascas son semifisitunicadas.
Una de las especies más conocidas de este grupo es la pulmonaria arbórea (Lobaria pulmonaria).

## Sistemática
Orden Peltigerales
- - Suborden Collematineae
    - Familia Coccocarpiaceae
    - Familia Collemataceae
    - Familia Pannariaceae
    - Familia Placynthiaceae

  - Suborden Peltigerineae
    - Familia Lobariaceae
    - Familia Nephromataceae
    - Familia Peltigeraceae

  - Incertae sedis
    - Familia Massalongia